# Pojarkovia
Pojarkovia es un género de plantas herbáceas perteneciente a la familia de las asteráceas. Comprende 5 especies descritas y es estas, solo 2  aceptadas.

## Taxonomía
El género fue descrito por Askerov y publicado en Novosti Sist. Vyssh. Rast. 21: 185 (1984).
Etimología
Pojarkovia: nombre genérico que fue otorgado en honor de la botánico rusa Antonina Poyárkova.

## Algunas especies aceptadas
A continuación se brinda un listado de las especies del género Pojarkovia aceptadas hasta julio de 2012, ordenadas alfabéticamente. Para cada una se indica el nombre binomial seguido del autor, abreviado según las convenciones y usos.
- Pojarkovia platyphylloides (Sommier & Levier) Askerova
- Pojarkovia pojarkovae (Schischk.) Greuter